# آرالیق پایین
آرالیق پایین (به لاتین: Aşağı Aralıq) یک منطقه مسکونی در جمهوری آذربایجان است که در شهرستان شرور واقع شده است. آرالیق پایین ۹۵۳ نفر جمعیت دارد.